# Angelokastro (Aetolia-Acarnania)
Angelokastro  este un oraș în Grecia în prefectura Aetolia-Acarnania.